# Linia kolejowa Züssow – Wolgast Hafen
Linia kolejowa Züssow – Wolgast Hafen – jednotorowa, niezelektryfikowana linia kolejowa w północno-wschodniej części Meklemburgii-Pomorza Przedniego.
Odgałęzia się od głównej linii Berlin–Stralsund niedaleko Züssow i prowadzi w kierunku północno-wschodnim na wyspę Uznam. Kończyła się na stacji Wolgast Hafen na lewym brzegu Piany nie przekraczając jej. Podróżni udający się w kierunku cesarskich kąpielisk na Uznamie korzystali z promu osobowego przez cieśninę i kontynuowali podróż wzdłuż północnego wybrzeża uruchomioną w 1911 roku linią kolejową do Heringsdorf. Nowo wybudowany w 2000 roku w północnej części wyspy most zwodzony Peenebrücke w Wolgast umożliwił ponowne połączenie kolei na Uznamie z krajową siecią kolejową.
Właścicielem jest Usedomer Bäderbahn, operator DB Regio Nordost, który kursuje między Świnoujściem a Stralsundem wagonami klasy 646. W Züssow istnieje połączenie międzymiastowe lub regionalne pociągi ekspresowe do Berlina i do regionalnego ekspresu do Stralsundu.